# Thalheim (Oschatz)
Thalheim ist ein Ortsteil der Stadt Oschatz im Landkreis Nordsachsen in Sachsen. Zu Thalheim gehören die Ortsteile Saalhausen und Kreischa.

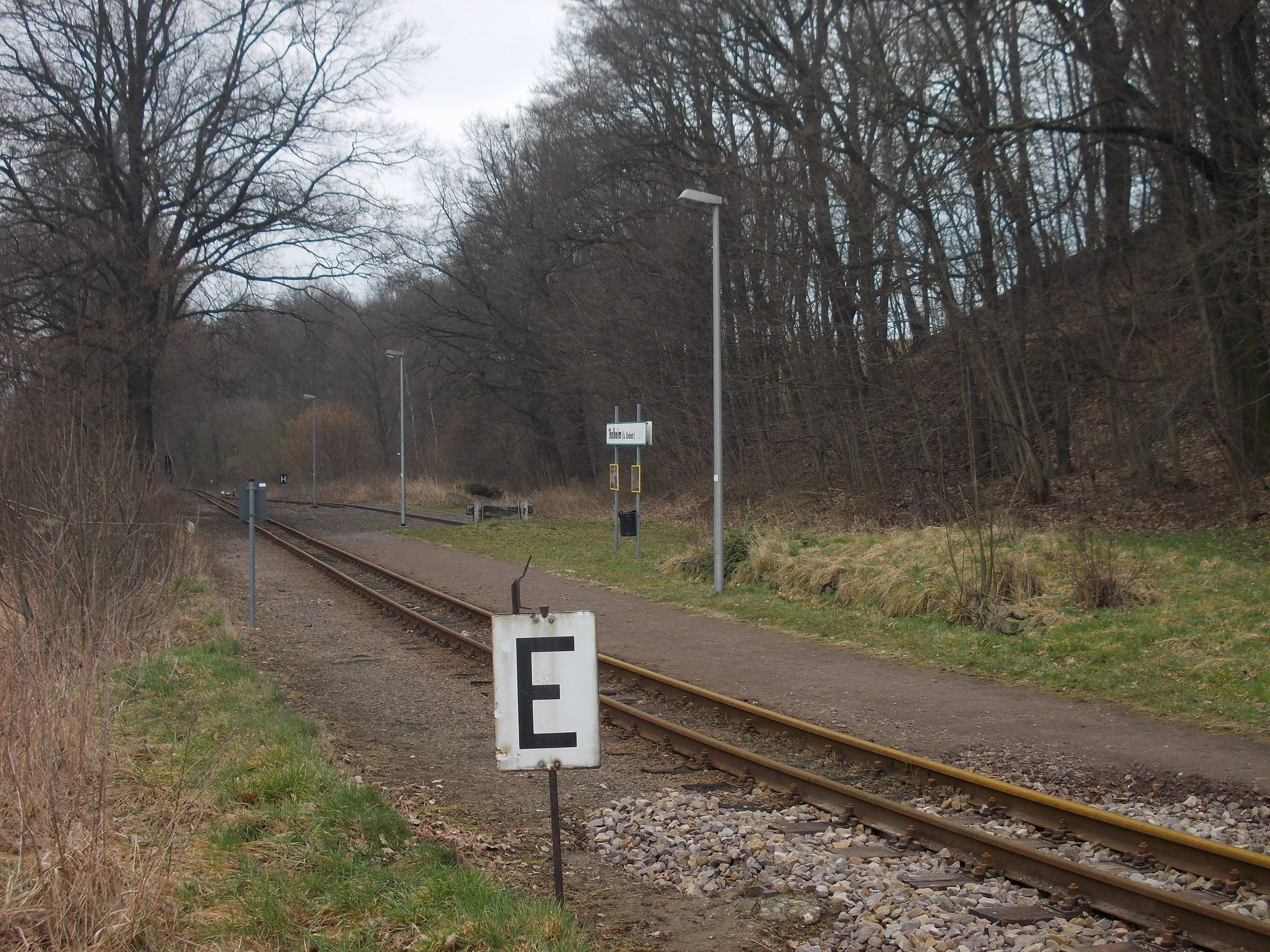
Haltepunkt Thalheim (2015)

## Geographie und Verkehrsanbindung
Thalheim liegt südwestlich des Stadtkerns von Oschatz an der K 8940. Die B 6 verläuft weiter entfernt nördlich. Durch den Ort fließt die Döllnitz, ein linker Nebenfluss der Elbe. Thalheim liegt an der Strecke der Schmalspurbahn Oschatz–Mügeln–Döbeln.